# Olimpíada Brasileira de Algoritmo Hostnet
A Olimpíada Brasileira de Algoritmo Hostnet (OAH) é uma competição anual e nacional entre alunos do ensino médio e técnico de instituições públicas e privadas, iniciada em 2007, sendo um teste de habilidades de raciocínio  lógico e de solução de problemas ligados à Tecnologia da Informação (TI). Segundo a coordenação do evento, o principal critério de julgamento dos trabalhos é a valorização da simplicidade. Vale mais o programa que resolve o problema com rotinas simples e objetivas.
O objetivo da competição é motivar a formação de profissionais qualificados e suprir as necessidades de mão-de-obra qualificada em um mercado escasso. Consequentemente, fortalece o elo entre a iniciativa privada e o sistema educacional.
A Olimpíada de Algoritmo é promovida pela Hostnet, empresa de hospedagem de sites, e faz parte do InfoRio, encontro nacional de tecnologia e negócios. A competição ocorre em duas etapas — a primeira, simultaneamente em todo o país e a segunda no Instituto InfNet, no Rio de Janeiro, para todas as escolas finalistas. O Infnet foi criado em 1994 por professores que perceberam o potencial da internet e a necessidade de formação na área. A competição tem, portanto, o propósito de motivar a formação de profissionais qualificados, estimular o aprendizado e suprir necessidades do mercado de tecnologia da informação.
Na primeira edição da OAH a premiação aconteceu durante o 5°Fórum de Software Livre—e o prêmio foi entregue por Jon "Maddog" Hall, considerado uma autoridade em software livre.

## Etapas
A OAH é realizada em duas etapas:
- 1. Cada escola deve inscrever três alunos para a primeira prova. A seleção desses estudantes segue critérios internos e livres da instituição de ensino. A primeira etapa é realizada nas próprias escolas.

- 2. Após a correção e a análise das provas, as cinco equipes mais bem posicionadas, são chamadas para competir na final da olimpíada, realizada em alguma instituição ou evento, que é selecionado a cada ano.

## História

### Primeira edição, 2007
O berço da OAH é no Rio de Janeiro e foi lá que ocorreu a primeira edição da competição, com mais 700 participantes. Os alunos da Escola Técnica Estadual República (Faetec de Quintino) foram os vencedores e receberam o prêmio das mãos de Jon “Maddog” Hall, diretor da Linux International e guru do software livre. O segundo lugar foi conquistado pelos representantes do Centro Técnico Federal Celso Suckow da Fonseca, seguido pelo Colégio Lemos de Castro, a Escola Técnica Estadual Santa Cruz e o o Colégio Santa Maria, respectivamente.

### Segunda edição, 2008
A partir da segunda edição, a OAH recebeu inscrições de todo o Brasil. As provas finais foram realizadas em Foz do Iguaçu - PR, durante a Conferência Latino-Americana de Software Livre (Latinoware). Dentre as mais de 70 escolas inscritas, o Instituto Federal de Educação, Ciência e Tecnologia - RN, do Rio Grande do Norte, se destacou, conquistando a primeira posição. Em seguida vieram o Centro Técnico Federal de Timóteo e Centro Técnico Federal de Leopoldina, ambos de Minas Gerais.

### Terceira edição, 2009
A terceira edição contou com 56 escolas inscritas de todo o Brasil. As provas foram realizadas no Instituto Infnet, no Rio de Janeiro. Os estudantes do IF - Sul, de Charqueadas, ficaram em primeiro lugar, seguidos pela equipe do Centro Técnico Federal do Rio de Janeiro e pelo IFRN, do Rio Grande do Norte, respectivamente.

### Quarta edição, 2010
A quarta edição recebeu mais de 40 inscrições de alunos de todo o Brasil. As provas finais aconteceram no Rio Info, o maior evento nacional de Tecnologia da Informação. O Centro Federal de Educação Tecnológica de Minas Gerais – Campus V conquistou o primeiro lugar, seguido do Instituto Federal de Santa Catarina (Campus Florianópolis), do Colégio Naval de Angra dos Reis, do Instituto Federal do Espírito Santo (Campus Colatina) e do Centro Tecnológico Universidade de Caxias do Sul, respectivamente.

### Quinta edição, 2011
Com mais de 50 escolas inscritas, as provas finais da quinta edição do campeonato continuaram ocorrendo no Rio Info. Pela primeira vez, alunos a região Norte do Brasil foram os melhores, representando a Fundação Nokia de Ensino, do Amazonas. Em seguida vieram o Centro Técnico Federal de Minas Gerais, o Instituto Federal de Educação, Ciência e Tecnologia do Rio Grande do Norte, o Instituto Federal de Santa Catarina e o Instituto Federal Cachoeiro do Espírito Santo, respectivamente.

### Sexta edição, 2012
A edição de 2012 terminou dia 5 de setembro, com a vitória dos alunos do CEFET-MG – Campus I, segundos colocados no ano anterior. Os vice-campeões de 2012 foram os alunos do Campus II da mesma escola, seguidos por Fundação Nokia de Ensino – Amazonas, Instituto Federal do Espírito Santo – Campus Cachoeiro do Itapemirim e em quinto lugar o Cotuca – Colégio Técnico de Campinas da UNICAMP, entre 59 escolas participantes. O evento aconteceu na 10ª Rio Info, principal evento de tecnologia da informação do Brasil.